# Troilos

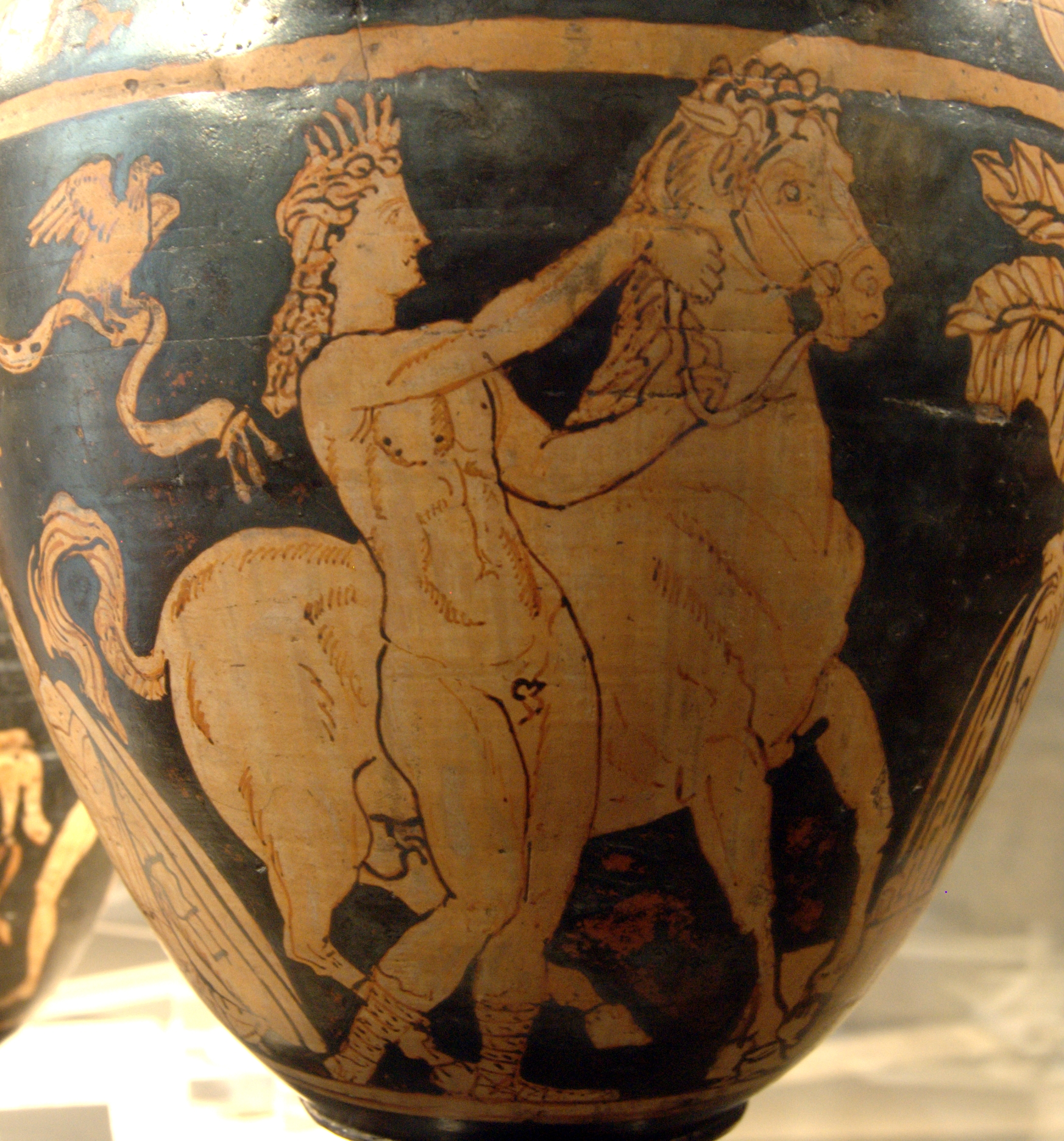
Troilos

Segons la mitologia grega, Troilos (en grec antic Τρωίλος), era un heroi, fill petit de Príam i d'Hècuba. De vegades es deia que la reina el va concebre amb Apol·lo.

## Mite
Segons l'oracle, Troia no seria conquerida si Troilos arribava a complir vint anys. Però el noi, encara adolescent, va ser mort per Aquil·les poc de temps després de l'arribada dels grecs a Troia. Hi ha diverses tradicions sobre les circumstàncies de la mort. O bé el va sorprendre Aquil·les un vespre, quan el noi duia els cavalls a abeurar, no lluny de les Portes escees, o bé va ser fet presoner per Aquil·les i sacrificat. Una altra variant deia que Aquil·les el va veure a la font i se'n va enamorar, però Troilos va fugir i es va refugiar al temple d'Apol·lo. Aquil·les va intentar que sortís però no ho va aconseguir. L'heroi, ple de còlera, el va matar amb la seva llança a l'interior del santuari.